# Interoperabilità
Il termine interoperabilità esprime il concetto moderno, oggi sempre più applicato a molteplici settori, di permettere, mediante procedure unificanti, l'interscambio e l'interazione nei campi dell'informatica, delle telecomunicazioni, dei trasporti ferroviari e aerei e dei sistemi di sicurezza della viabilità.

## Ambiti

### In informatica
L'interoperabilità è, in ambito informatico, la capacità di un sistema o di un prodotto informatico di cooperare e di scambiare informazioni o servizi con altri sistemi o prodotti in maniera più o meno completa e priva di errori, con affidabilità e con ottimizzazione delle risorse.
Obiettivo dell'interoperabilità è dunque facilitare l'interazione fra sistemi differenti, nonché lo scambio e il riutilizzo delle informazioni anche fra sistemi informativi non omogenei (sia per software sia per hardware).
Il termine interoperabilità è utilizzato in ambito tecnologico per indicare un elevato grado di sinergia di sistemi diversi col fine di offrire servizi o funzionalità nuove. È direttamente legato alla ormai consolidata tendenza di far convergere su alcune tecnologie evolute una vasta gamma di servizi.
Quando in tale ambito ci si riferisce a software o linguaggi di programmazione che risultano interoperabili su diverse piattaforme informatiche, si usa più comunemente il termine portabilità.

### Nelle telecomunicazioni
Un esempio nel settore delle telecomunicazioni è dato dalle diverse modalità di accesso a internet: la possibilità di accedere tramite la rete telefonica tradizionale, utilizzando la tecnologia ADSL, o tramite GPRS, WAP, UMTS con un telefono cellulare; alternative più avanzate permettono di utilizzare un terminale via satellite o una rete senza fili: tutti esempi di interoperabilità.
Quanto ai servizi che si possono reperire sul web, l'interoperabilità ha due accezioni:
- interoperabilità tecnica: si riferisce alla compatibilità tra software o per esempio, tra ambienti di apprendimento online;
- interoperabilità concettuale: in riferimento alla relazione a livello semantico tra, per esempio, banche dati diverse.

Nello sviluppo dei sistemi di telecomunicazioni in situazioni emergenziali, il concetto di interoperabilità si è esteso alla possibilità di far comunicare tutte le strutture che intervengono in determinati eventi sia in maniera automatica sia tramite una regia che decide le regole di connessione e monitorizza tutto il traffico al fine di tutelare l'efficienza dei servizi radio. I sistemi TETRA e DMR includono nativamente tale possibilità.

### Nei trasporti
Nel campo dei trasporti ferroviari sono state disposte a più riprese direttive europee allo scopo di unificare i sistemi informatici e informativi di bordo per garantire la sicurezza e la circolabilità in tutta la rete europea dei rotabili ferroviari. Sono inoltre state estese anche ai sistemi di alimentazione elettrica allo scopo di unificarne quanto più possibile le caratteristiche.

## Diritto all'interoperabilità
Il legislatore europeo e nazionale ha imposto l'interoperabilità delle reti con doppino in rame, nel senso che l'interconnessione è imposta ai diversi gestori di telefonia e di telecomunicazioni in genere.
La Direttiva relativa alla tutela giuridica dei programmi per elaboratore (Direttiva 91/250/CEE del Consiglio, del 14 maggio 1991) valuta positivamente e promuove l'interoperabilità. Ad esempio, consente la decompilazione del software (risalire dal codice oggetto al codice sorgente) al fine di conseguire l'interoperabilità con un prodotto software diverso.